# مایکل اسنو
مایکل اسنو (متولد ۱۹۷۴ در فولندورف، آلمان) یک وکیل مستقر در سیاتل، واشینگتن است و در سال‌های ۲۰۰۸ تا ۲۰۱۰ رئیس هیئت امنای بنیاد ویکی‌مدیا بود. او در حال حاضر در هیئت مشاوره بنیاد خدمت می‌کند.

## تحصیلات
اسنو مدرک حقوق را از مدرسه حقوق دانشگاه واشینگتن دریافت کرد.